# Palmia
Palmia è una frazione del comune di Terenzo, in provincia di Parma.
La località dista 2,85 km dal capoluogo.

## Geografia fisica
La località sorge alla quota di 383 m s.l.m., sul crinale di un monte che si protende dal versante destro della val Sporzana.

## Storia
Grazie alla sua strategica collocazione dominante sulla vallata, in epoca medievale una delle casate de Comitatu Parmensi costruì a Palmia un castello, menzionato, insieme a quello di Viarolo, per la prima volta nel 1054, nell'atto di vendita da parte di Alberto da Viarolo, figlio di Maginfredo, al suo familiare Rodolfo da Viarolo.
In seguito il feudo passò ai nobili da Palmia, che nel 1343 lo alienarono a Rolando, Ugolino e Andreasio de' Rossi.
Nel corso del XVI secolo Palmia fu assegnata ai conti Bajardi, che ne mantennero il possesso fino all'abolizione dei diritti feudali sancita dai decreti napoleonici del 1805.
All'inizio dell'anno seguente Palmia divenne frazione del nuovo comune (o mairie) di Selva del Bocchetto, dopo pochi mesi ribattezzato Lesignano Palmia, ma con sede tra il 1811 e il 1914 a Boschi di Bardone; nel 1924 il comune fu rinominato Terenzo, dal centro abitato in cui fu spostata definitivamente la sede municipale.

## Monumenti e luoghi d'interesse

### Castello

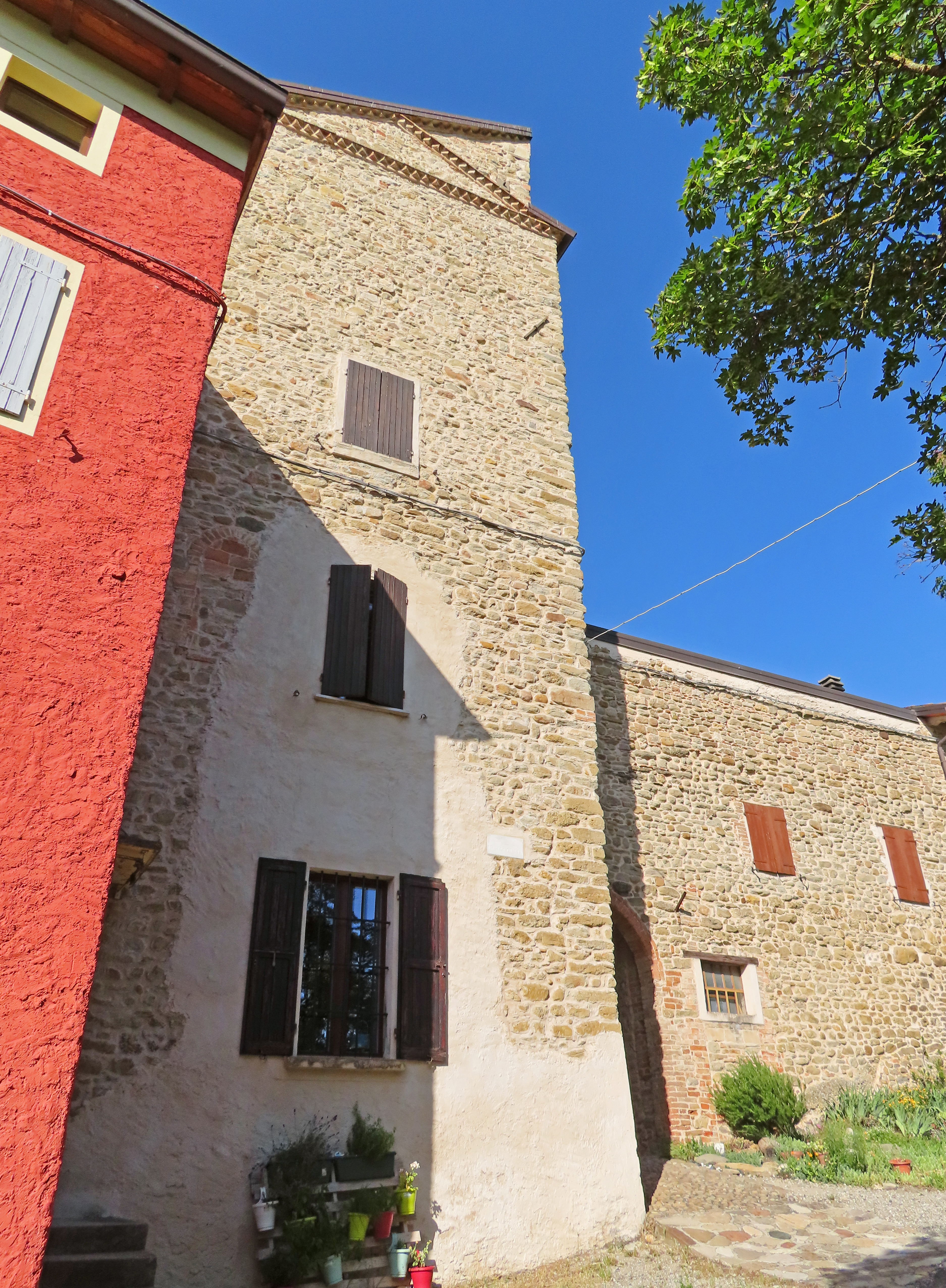
Castello

Edificato entro l'XI secolo per volere di una delle casate de Comitatu Parmensi, il castello fu alienato nel 1054 da Alberto da Viarolo al suo familiare Rodolfo da Viarolo; pervenuto in seguito ai da Palmia, nel 1343 fu acquistato dai conti Rossi; assegnato nel XVI secolo ai conti Bajardi, che ne mantennero il possesso fino al 1805, fu radicalmente alterato nei secoli. Dell'antico importante maniero medievale sopravvive solo la parte inferiore di un torrione, all'interno di una corte in pietra sviluppata su due ali; al suo interno è conservato un affresco risalente al XV secolo.